# Carina Adolfsson Elgestam
Norma Linnéa Carina Adolfsson Elgestam, född Adolfsson 28 augusti 1959 i Växjö, är en svensk politiker (socialdemokrat). Hon var ordinarie riksdagsledamot 1998–2014, invald i Kronobergs läns valkrets.
I riksdagen var hon ledamot i EU-nämnden 2010–2011, näringsutskottet 2002–2014 och Riksrevisionens styrelse 2006–2010. Hon var ersättare i riksdagsstyrelsen 2010–2014. Hon var även suppleant i bostadsutskottet, EU-nämnden, lagutskottet, näringsutskottet, riksdagens valberedning och Riksrevisionens styrelse. Efter uppdraget som riksdagsledamot var hon revisor i Systembolaget AB 2015–2016.
Adolfsson Elgestam är till yrket träindustriarbetare.